# Eemshaven

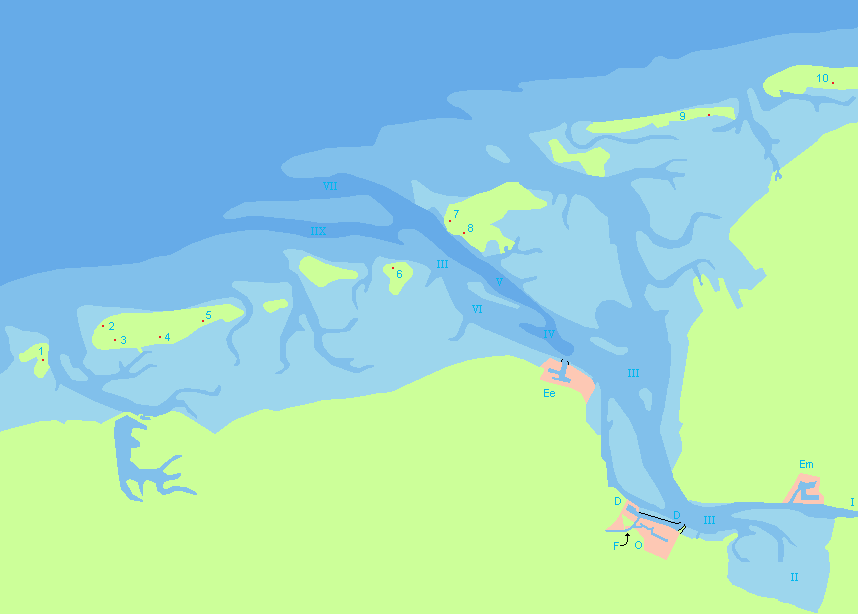
Eemshaven ligger vid Ems mynning, och är markerad med Ee.

Eemshaven är en hamn i Eemsmond kommun, provinsen Groningen, Nederländerna.
År 1968 beslöt Nederländernas regering att området kring floden Ems mynning (Eemsmond) skulle bli en ekonomisk nyckelregion. Ett huvudprojekt var att bygga den nya hamnen Eemshaven, som invigdes 1973. År 2007 fanns det planer att bygga en LNG-terminal och också planer på en biodieselfabrik.
Mottagningsstationen för kraftkabeln NorNed ligger i Eemshaven. Den motsvarande likriktarstationen ligger i Feda i Vest-Agder i Norge.
Hösten 2022 togs Nederländernas första importterminal för flytande naturgas, Emshaven LNG-terminal, i drift. 